# Église Saint-Barthélémy d'Oignies
L'église Saint-Barthélémy est l'une des deux églises catholiques de la ville d'Oignies (Pas-de-Calais). Cette vaste église néo-romane est dédiée à l'apôtre saint Barthélémy et a été consacrée le 24 septembre 1861. Elle dépend du  diocèse d'Arras et appartient à la commune.

## Localisation
L'église se trouve dans le département du Pas-de-Calais (région Hauts-de-France), sur la place de la IVe République, dans la ville d'Oignies.

## Histoire
Au cours de son histoire, l'église a été détruite et reconstruite à plusieurs reprises. Au total, quatre églises se sont succédé.

### Première église
Elle est construite au XIIe siècle : un écrit datant de 1143 mentionne pour la première fois l'église d'Oignies. En 1235, il est clairement fait mention du nom de Saint-Barthélémy dans un écrit de l'évêque d'Arras Azon. En 1304, l'église est détruite : cette destruction découle, probablement, de la bataille de Mons-en-Pévèle du 18 août 1304.

### Deuxième église
Elle aurait probablement été édifiée en 1389. En 1478, d'après Paul Galant, l'auteur de la première histoire de la ville d'Oignies, l'église Saint-Barthélémy aurait été détruite en 1478 sans qu'on ne sache pourquoi. Néanmoins, il est possible que cette destruction soit l'œuvre des troupes de Louis XI qui reprennent Arras le 4 mars 1477 et se livrent à des incendies dans certaines villes, comme à Douai.

### Troisième église
Le 20 mars 1571, le troisième édifice est consacré. D'après les deux aquarelles des frères Robaud datant du 2 mars 1858, l'église était une église-halle comprenant trois nefs et un campanile avec deux cloches et une horloge au-dessus du chœur. Selon la tradition, ce dernier était normalement orienté (vers l'orient). Vers 1610, une tour carrée est adjointe à l'édifice, dont la construction a été financée par les habitants. Elle servait de refuge pour ces derniers, notamment pendant la guerre de Trente Ans. En 1670, cette tour est dangereusement fragilisée et tombe peu après avec la toiture et les voûtes des nefs de l'église. Afin de financer la reconstruction, les cloches de l'église ont été vendues par la paroisse, mais cela n'a pas suffi et les travaux ont donc dû être abandonnés. En 1710, l'église est pillée par les Hollandais occupant la Flandre wallonne (de 1708 à 1713).

### Quatrième église
C'est Henriette de Clercq, grande bienfaitrice de la ville d'Oignies, qui se trouve à la maîtrise d'ouvrage pour cette nouvelle église. Elle finance en grande partie la construction en investissant 46 986,41 francs. Lors du conseil municipal, réuni le 29 janvier 1857 sous la direction du maire adjoint d'Oignies, la ville vote une contribution de 10 000 francs, à laquelle sont ajoutés 2 000 francs issus de fonds libres, pour la construction de l'église. Au total, le budget pour la reconstruction est de 72 574,59 francs.
Alexandre Grigny, architecte diocésain d'Arras, est appelé pour réaliser les plans de la nouvelle église. Il choisit de la réaliser selon le style roman, alors que ses premières réalisations étaient de style gothique. Il faut noter que cette nouvelle église ressemble beaucoup à celle d'Oisy-le-Verger, située dans le Pas-de-Calais, réalisée en 1854.

#### La destruction de la Première Guerre mondiale
En 1914, au cours de la Première Guerre mondiale, l'édifice est touché par le premier tir d'obus qu'a reçu Oignies. Conséquences : le toit de l'église est détruit et les voûtes s'écroulent, ne laissant plus qu'un vulgaire tas de briques autour de l'édifice. En 1921, la remise en état de l'édifice est décidée. Les travaux sont confiés à une entreprise de la ville d'Oignies et la coopérative diocésaine d'Arras est à la maîtrise d'ouvrage. Le coût total pour la reconstruction s'élève à près de 735 000 francs, tout compris.

#### La destruction de la Seconde Guerre mondiale
L'église subit encore des dommages en juin 1940, au début de l'offensive allemande. Le chœur de la nef latérale, la tour de l'église et le pyramidion avant droit sont touchés par un tir d'obus. L'édifice a aussi servi à l'armée française comme poste de tir et d'observation.

## Description

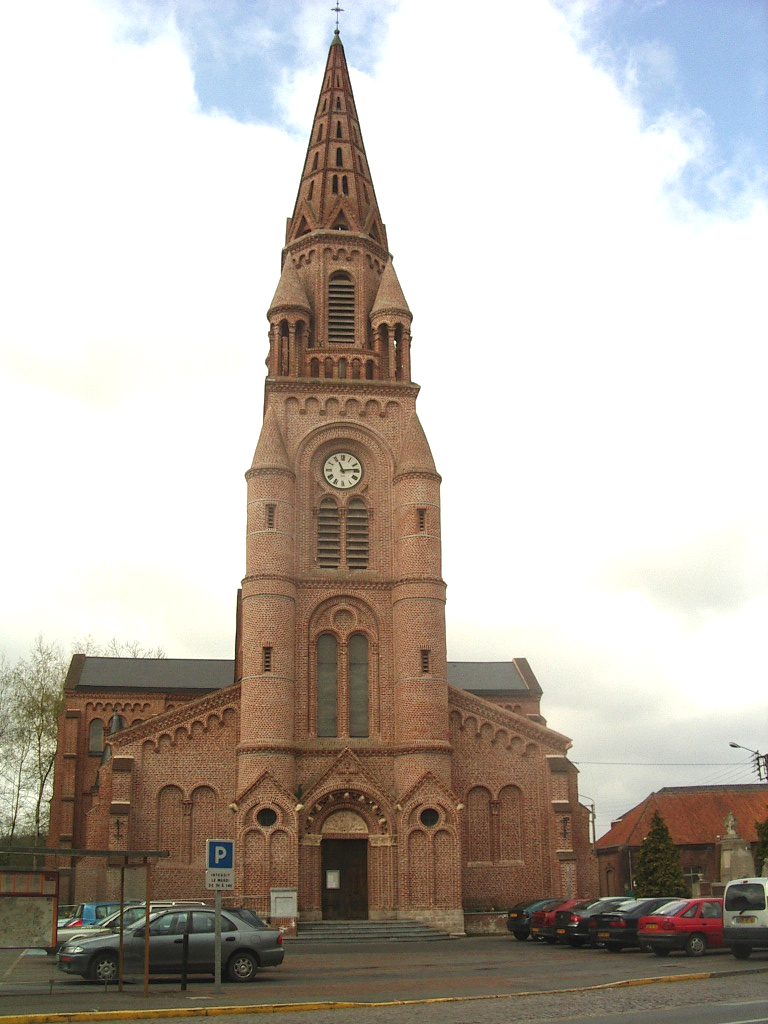
L'église Saint-Barthélémy vue de face, depuis la place de la IVe République d'Oignies (côté mairie).

L'église Saint-Barthélémy est en forme de croix latine. Elle mesure 43,71 m de haut, 46 m de long et 27 m de large. Le plafond se trouve à 14 m de hauteur.

### Extérieur de l'église
Le portail de l'église, situé au-dessus de l'entrée, voit apparaître le Christ dans une mandorle, accompagné par les quatre Évangélistes, saint Jean (représenté par un aigle), saint Marc (représenté par un lion), saint Luc (représenté par un taureau) et saint Matthieu (représenté par un ange). Le Christ et les évangiles sont ornés de sept têtes médiévales.
Les cloches de l'église ont été volées par les Allemands pendant la Première Guerre mondiale. Elles ont été bénies en octobre 1928 par le vicaire général Guillemant.
D'après le Dictionnaire historique et archéologique du Pas-de-Calais, les vitraux représentent plusieurs scènes. On peut y voir saint Charles, sainte Thérèse, Jésus-Christ, Marguerite-Marie Alacoque (pas encore canonisée), Henriette de Clercq et son fils Louis.

### Intérieur de l'église
L'intérieur de l'église comprend :
- Une chaire à prêcher en chêne sculpté et verni, située dans la nef ;
- Le tableau La Sainte Famille et la Fuite en Égypte, signé par « C.L. Le Roose » : c'est un ensemble d'huiles sur toile aux cadres en bois sculpté datant de 1757 ;
- Quatre statues représentant les Évangélistes, réalisées en albâtre entre la fin du XVe et le début du XVIe siècle et mesurant environ 60 cm chacune ;
- Le buste d'Henriette de Clercq, sculpté dans du marbre en 1880 par « Biebuych » ;
- L'épitaphe de Barbe Desbien, morte le 26 septembre 1726 (marbre blanc) ;
- L'épitaphe de Jacques Salembié, fermier mort le 2 octobre 1696 (marbre blanc) ;
- L'épitaphe de Félix Carbonnel, mort le 14 mai 1710, et de son épouse (marbre blanc) ;
- L'épitaphe de Michelle Salembiez, morte le 11 octobre 1739 (marbre blanc) ;
- L'épitaphe de Marguerite d'Oignies, morte le 11 mars 1602 (pierre bleue) ;
- L'épitaphe de Pierre Boulangié (pierre bleue).

Il y a deux chapelles dans l'église : la chapelle Saint-Barthélémy et celle du Calvaire.
Il y a aussi un orgue, donné par Henriette de Clercq en 1863. Il a été inauguré le 22 décembre 1929.